# Więcbork
Więcbork is een stad in het Poolse woiwodschap Koejavië-Pommeren, gelegen in de powiat Sępoleński. De oppervlakte bedraagt 4,31 km², het inwonertal 5812 (2005).

## Verkeer en vervoer
- Station Więcbork